# Mason Gooding
Mason Gooding (Los Angeles, 14 november 1996) is een Amerikaans acteur. Hij speelde in diverse films en series, waaronder Scream, Star Trek: Picard en Love, Victor.
Gooding is de zoon van acteur Cuba Gooding jr.

## Filmografie

### Film
- 2019: Booksmart, als Nick Howland
- 2019: Let It Snow, als Jeb
- 2022: Scream, als Chad Meeks-Martin
- 2022: I Want You Back, als Paul
- 2022: Moonshot, als Calvin Riggs
- 2022: Fall, als Dan Connor
- 2023: Scream VI, als Chad Meeks-Martin
- 2024: Y2K, als Jonas
- 2024: Adult Best Friends, als John
- 2024: Aftermath, als Jimmy 'Romeo' Roken
- 2025: Heart Eyes, als Jay Simmons
- 2025: Pools, als Reed

### Televisie
- 2017: Spring Street, als barman
- 2018: Ballers, als Parker Jones
- 2018: The Good Doctor, als Billy Cayman
- 2020: Everything's Gonna Be Okay, als Luke
- 2020: Star Trek: Picard, als Gabriel Hwang
- 2020-2022: Love, Victor, als Andrew Spencer
- 2022: How I Met Your Father, als Ash
- 2024: The Kill Count, als dealer